# 看丹街道
看丹街道，是中华人民共和国北京市丰台区下辖的一个街道办事处，亦是中关村丰台园的所在地。

## 名称
“看丹”一名至少在元代即已出现，明代《宛署杂记》对看丹村一带的记载中则有三种读音相近的名称：看滩村、看丹口、堪滩村。

## 历史沿革
2020年12月，根据北京市民政局《关于同意丰台区部分行政区划变更的批复》（京民划函〔2020〕189号），新设立看丹街道办事处，辖区范围东至马草河西侧，南至马草河北侧、中海九号苑社区东侧规划路、六圈南路，西至原新村街道与原宛平城地区办事处界线（大致沿京沪铁路、黄土岗灌渠、北京西南物流中心南二区、丰沙铁路），北至京广铁路、西四环南路、丰台南路、科怡路、南四环西路。2021年7月11日正式设立。辖区范围由丰台街道、新村街道、原花乡地区、原卢沟桥街道、原卢沟桥地区划入。

## 行政区划
看丹街道现辖：

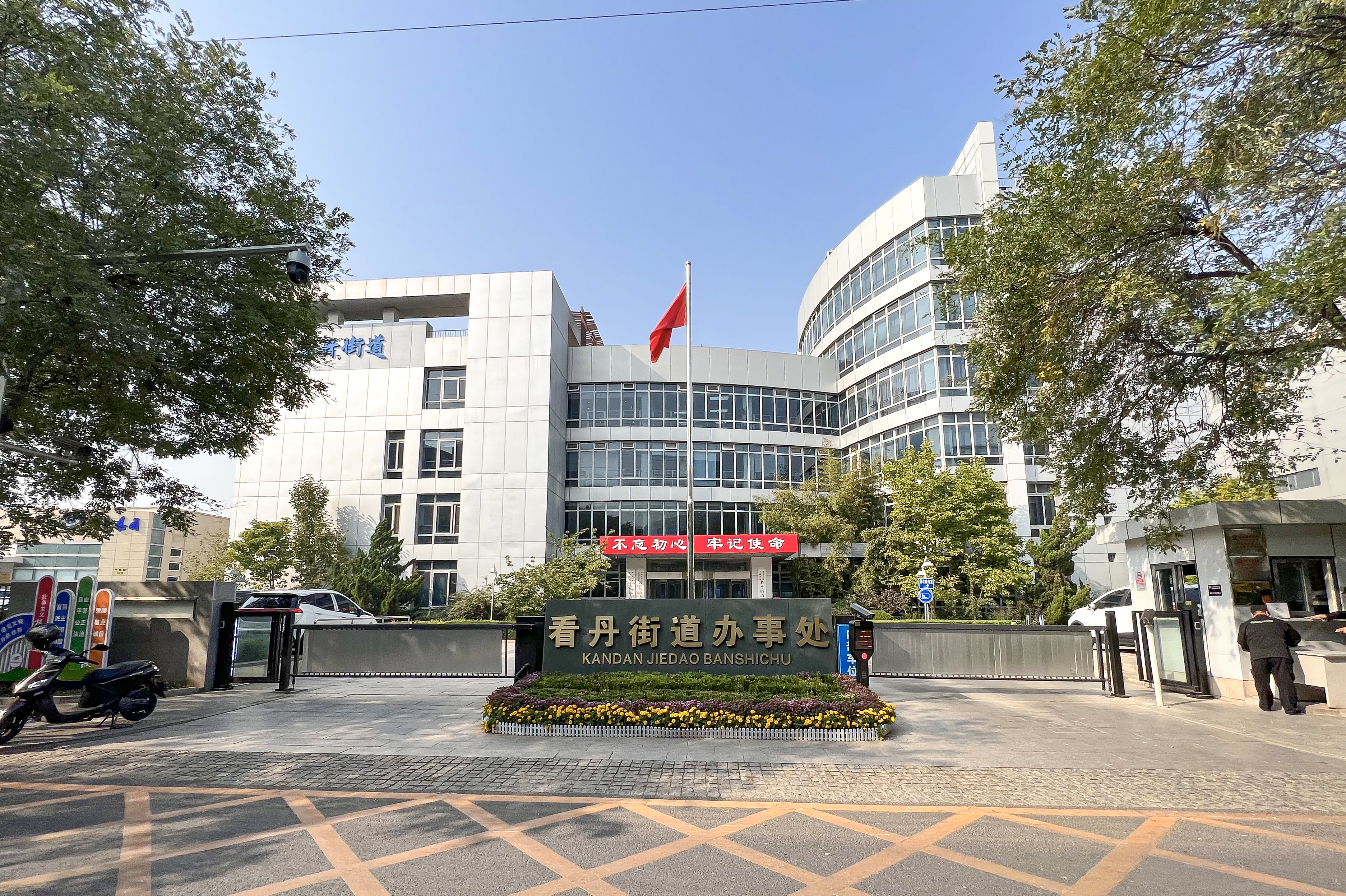
看丹街道办事处

白盆窑天兴家园社区、四合欣园社区、看丹社区、富丰园社区、育仁里社区、电力机社区、丰西社区、科学城第一社区、科学城第二社区、韩庄子第一社区、韩庄子第二社区、中海九号院社区、富锦嘉园社区、四季家园社区、首开华润城社区、南开西里社区、看丹村、榆树庄村、六圈村。